# 川上弘美 (配音員)
川上弘美（日语：／ Kawakami Hiromi，2月6日—），日本女性配音員。出身於島根縣。

## 人物簡介
81 Produce所屬。其興趣以及特長：落語鑑賞、繪畫。

## 演出作品

### 電視動畫
2017年
- 狐妖小紅娘（鹿的妖怪）

2019年
- 名偵探柯南（楠田守夫）

2020年
- 輝夜姬想讓人告白？～天才們的戀愛頭腦戰～（女學生們）
- 體操武士（Junior女子B、記者）

2021年
- 哆啦A夢（投手）

2022年
- 蠟筆小新（女性B）
- 百萬噸級武藏 第2期（操作員）

2023年
- HIGH CARD 至高之牌（女性警官）
- 我家的英雄（女播音員、主婦2）
- MIX 第二季 ～第二個夏天，邁向晴空～（女性顧問）
- 白聖女與黑牧師（街人）
- 愛犬訊號（學生）

2024年
- 夜晚的水母不會游泳（學生、立北生）
- RINKAI！女子競輪（富山藥子[3]）

### 劇場版動畫
2022年
- 鹿王（季耶）

2023年
- 火之鳥伊甸之花（シバ）

### 網路動畫
2020年
- 怕浪費奶奶（女孩子的媽媽）
- 日本沉沒2020（暴民A）

2022年
- 狂賭之淵雙（學生們）

### 遊戲
2017年
- 東京Dragon City（洛奇、姐己、讚諾比雅、巴爾、芙蕾雅、拉米亞）
- 小魔女學園 時空魔法與七大不可思議（希爾德）

2018年
- 卡利古拉 -Caligula-
- 必勝手牌（王牌的女王[4]）

2020年
- 拜託了，不要讓我回到現實！交響舞台（Juicy Hailen）

2021年
- 百萬噸級武藏（もこにゃん、坂東初美、ユキ）

2024年
- Final Fantasy VII 重生

### 外語配音
※除了表格的作品之外，依英文名稱及英文原名排序。

#### 電影、電視影集
| 作品年份 | 作品名稱             | 配演角色              | 演員                   | 媒介                 |
| -------- | -------------------- | --------------------- | ---------------------- | -------------------- |
| 1989     | 回到未來II           | －                    | －                     | BS JAPAN版           |
| 2011     | 黑鏡                 | －                    | －                     | Netflix頻道          |
| 2013     | 麗芙與麥蒂           | －                    | －                     | 日本迪士尼頻道版     |
| 2014     | 重返犯罪現場：紐奧良 | －                    | －                     | Super！drama TV頻道  |
| 2016     | 指定倖存者           | 伊莎貝爾·帕爾多       | 埃琳娜·托瓦爾          | Netflix頻道          |
| 2016     | 北極星旅舍           | －                    | －                     | 日本迪士尼頻道版     |
| 2017     | 小鎮滋味             | 克里斯塔瑪莎          | 瑪姬·勞森韓潔楊        | Netflix頻道          |
| 2017     | 世紀天才             | 安娜、少年            | －                     | 國家地理頻道版       |
| 2017     | 魅惑                 | 愛米莉                | 艾瑪·霍華德            | DVD版本              |
| 2017     | 賓士先生             | 芭芭拉 等             | －                     | STAR CHANNEL&AXN頻道 |
| 2017     | 我們的靈魂之夜       | 傑瑞米·摩爾           | 伊恩·阿米蒂奇          | Netflix頻道          |
| 2017     | 超狂搭檔             | －                    | －                     | Netflix頻道          |
| 2018     | 默                   | －                    | －                     | DVD版本              |
| 2018     | 直覺追兇             | －                    | －                     | Super！drama TV頻道  |
| 2018     | 蟻人與黃蜂女         | 早安記者              | －                     | 劇院公映版           |
| 2018     | 百日的郎君           | 女官、馬克            | －                     | NHK BS Premium版     |
| 2018     | 旅客名單             | 幼少時期的奧利夫·史東 | －                     | Super！drama TV頻道  |
| 2019     | 與己同行             | 瑪格麗特麥爾          | 艾登·馬林艾莉亞·夏科特 | Netflix頻道          |

#### 電視節目
- 史的秘探出！（莉莉）
- 殺人犯的收視率（英语：Killer Ratings）

### 有聲書
- 小音物語 ～Fictions in a dream～「管理情報養士」

### 活動
- Ario市原（日语：五井駅東口開発）（主持人）
- Ario鷲宮（日语：アリオ鷲宮）「來玩樂器吧」（唱歌大姐姐）

## 腳註

## 外部連結
- 81 Produce公式官網的聲優簡介 （页面存档备份，存于） （日語）